# リン・キャリー

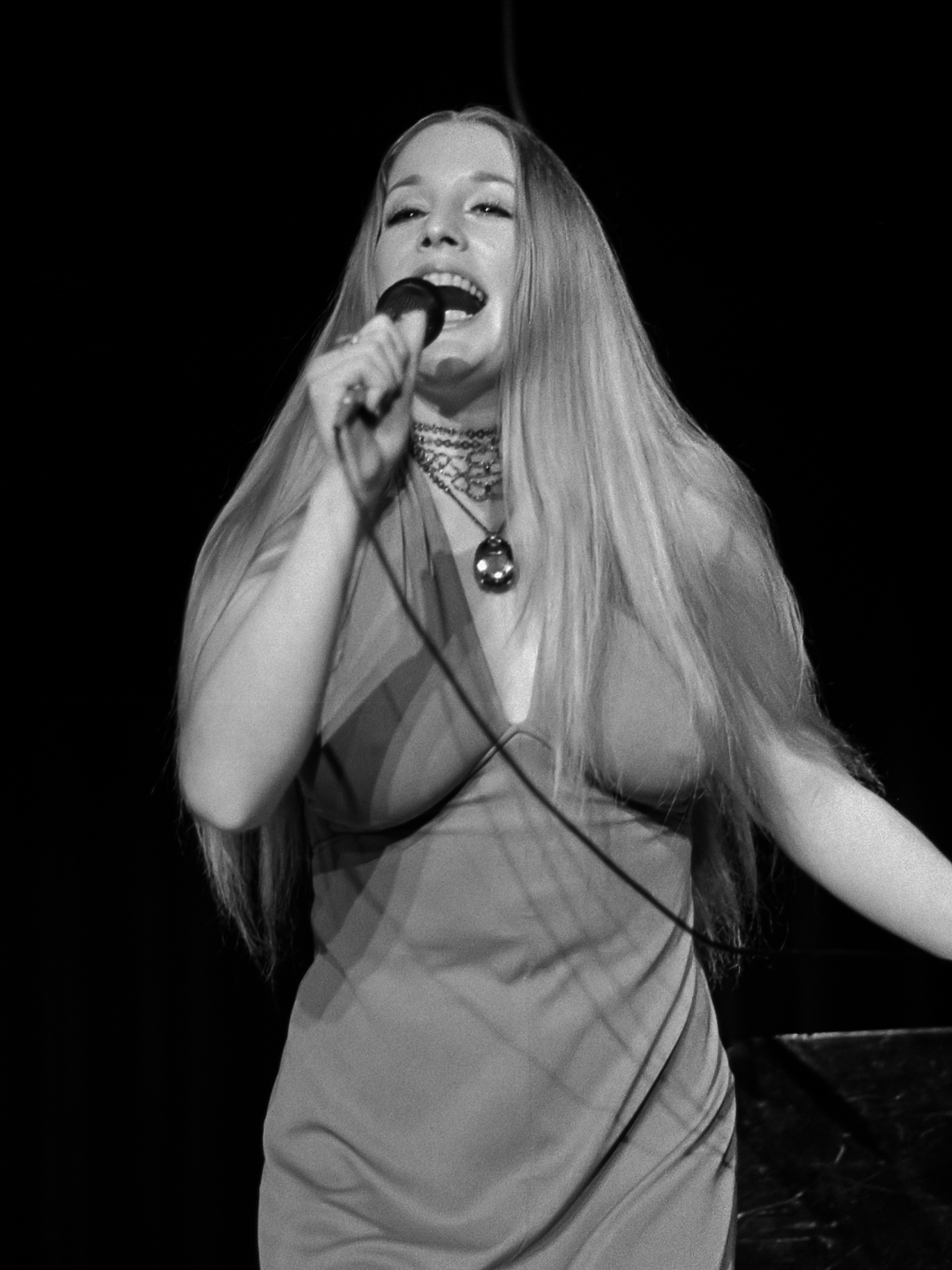
Lynn Carey (1972)

リン・キャリー(Lynn Carey、1946年10月29日- ) は、アメリカ合衆国のアダルトモデル、歌手, シンガーソングライター、女優。
バンド「ママ・ライオン」のボーカルとして知られる他、1972年12月のペントハウス・ペットに選出されている。  